# Conchita Martínez Granados
Conchita Martínez Granados (ur. 20 stycznia 1976 w Barcelonie) – hiszpańska tenisistka.
Posiada status profesjonalny, ale na razie odnotowała tylko sukcesy w rozgrywkach z cyklu ITF. Jest tenisistką praworęczną z oburęcznym Bekhendem. Ma 171 cm wzrostu, waży 60 kg.
Nie posiada szczególnych osiągnięć w turniejach wielkoszlemowych. Podczas swojego debiutu w Australian Open w 1999 roku grała tylko w pierwszej rundzie. Podobnie było w większości jej dotychczasowych startów. Trzykrotnie awansowała do drugiej rundy: we French Open 2002, Wimbledonie 2003 i Australian Open 2006. Najwyżej w singlu sklasyfikowana na 66. miejscu (5 maja 2003).
Trenerem Conchity jest Albert Molina. Gra w tenisa od momentu, gdy skończyła 10 lat. Lubi grać na kortach ziemnych, a jej najmocniejszym uderzeniem jest Forhend. Ojciec, Salvador Martínez, jest inżynierem, a matka, Conchita Granados, gospodynią domową. Ma siostrę Sandrę Martínez, która studiuje psychoterapię. Mieszka w Barcelonie.

## Finały turniejów WTA
| Legenda                | Legenda |
| ---------------------- | ------- |
| Wielki Szlem           |         |
| Igrzyska olimpijskie   |         |
| WTA Tour Championships |         |
| 1988 – 2008            |         |
| Kategoria I            |         |
| Kategoria II           |         |
| Kategoria III          |         |
| Kategoria IV           |         |
| Kategoria V            |         |

### Gra pojedyncza
| Końcowy wynik | Nr | Data        | Turniej | Nawierzchnia | Przeciwniczka    | Wynik finału |
| ------------- | -- | ----------- | ------- | ------------ | ---------------- | ------------ |
| Finalistka    | 1. | 4 maja 2003 | Bol     | Ceglana      | Wiera Zwonariowa | 1:6, 3:6     |

### Gra podwójna
| Końcowy wynik | Nr | Data             | Turniej    | Nawierzchnia | Partnerka                   | Przeciwniczki                    | Wynik finału |
| ------------- | -- | ---------------- | ---------- | ------------ | --------------------------- | -------------------------------- | ------------ |
| Finalistka    | 1. | 8 lipca 2002     | Casablanca | Ceglana      | Gisela Dulko                | Petra Mandula Patricia Wartusch  | 2:6, 1:6     |
| Finalistka    | 2. | 14 kwietnia 2003 | Budapeszt  | Ceglana      | Tetiana Perebyjnis          | Petra Mandula Elena Tatarkova    | 3:6, 1:6     |
| Finalistka    | 3. | 21 lutego 2005   | Acapulco   | Ceglana      | Rosa María Andrés Rodríguez | Alina Żydkowa Tetiana Perebyjnis | 5:7, 3:6     |

## Wygrane turnieje rangi ITF
| turnieje z pulą nagród 100 000 $ |
| turnieje z pulą nagród 75 000 $  |
| turnieje z pulą nagród 50 000 $  |
| turnieje z pulą nagród 25 000 $  |
| turnieje z pulą nagród 10 000 $  |

### Gra pojedyncza
|     | Data       | Turniej             | ($)    | Naw.   | Finalistka          | Wynik                   |
| 1.  | 21/08/1995 | Wezel               | 10 000 | ziemna | Magüi Serna         | 6:0, 6:4                |
| 2.  | 11/03/1996 | Saragossa           | 10 000 | ziemna | Eva Bes             | 3:6, 6:1, 6:3           |
| 3.  | 07/07/1997 | Vigo                | 10 000 | ziemna | Nuria Montero       | 6:2, 6:4                |
| 4.  | 01/12/1997 | Majorka             | 10 000 | ziemna | Eva Bes             | 6:3, 5:7, 6:3           |
| 5.  | 06/11/2000 | Grenada             | 10 000 | ziemna | Vanessa Devesa      | 1:4, 3:1, 5:4, 4:1, 4:2 |
| 6.  | 05/03/2001 | Saltillo            | 10 000 | twarda | Daniela Olivera     | 2:6, 6:4, 6:1           |
| 7.  | 17/09/2001 | São José dos Campos | 25 000 | ziemna | Seda Noorlander     | 7:5, 6:4                |
| 8.  | 29/04/2002 | Maglie              | 25 000 | ziemna | Ekaterina Sysoeva   | 6:1, 6:1                |
| 9.  | 13/05/2002 | Bromma              | 25 000 | ziemna | Amanda Grahame      | 6:7(8), 6:3, 6:2        |
| 10. | 10/06/2002 | Marsylia            | 50 000 | ziemna | Émilie Loit         | 6:2, 3:6, 7:5           |
| 11. | 06/06/2005 | Marsylia            | 50 000 | ziemna | Marie-Ève Pelletier | 6:1, 6;1                |
| 12. | 15/10/2005 | Sewilla             | 25 000 | ziemna | Ana Timotić         | 6:2, 6:2                |